# Kalohipus bretunensis
Kalohipus bretunensis es un icnogénero de icnitas de dinosaurio del Cretácico inferior,  producidas por un dinosaurio perteneciente a la familia Allosauridaeque,  que vivió hace 142 y 140 millones de años. Fue descubierta en 1998, cerca de la localidad de Bretún, en la provincia de Soria en España.

## Historia
Este icnogénero fue encontrado por primera vez en las inmediaciones de La Ermita De Santa Cristina, cerca del pueblo de Bretún, en plena sierra de Oncala. Aparecieron también, en las rocas que circundan dicha ermita y en los campos de alrededor, icnitas sueltas de otros dinosaurios y de pterosaurios en muy mal estado de conservación debido a la erosión del terreno. Los paleontólogos revisaron más de cien veces la zona, ya que era difícil encontrar estos rastros. Sin embargo no vieron nada hasta mucho más tarde y a pocos pasos de la puerta de la ermita. Se trataba de una huella que por estar casi enterrada entre musgos y matojos en un primer momento sólo pareció un hueco en la roca. 
En el verano de 2004 los expertos volvieron al lugar, como hacen todos los años, para efectuar un seguimiento de los yacimientos paleontológicos  y ver, sobre todo, cómo les afecta la erosión, o si su protección ha servido para algo o no; y se encontraron con que la manta que cubre el yacimiento del Kalohipus bretunensis había sido levantada en parte por algún curioso, así que se procedió a colocarla en su sitio y, de paso, los expertos subieron hasta la ermita y decidieron limpiar la entrada. Sin embargo la volvieron a levantar y nadie de los que se supone que vigilan los yacimientos hizo nada al respecto.
Y he aquí, que la oquedad era una enorme huella de un dinosaurio terópodo enorme, de 60 cm de longitud, con tres dedos muy bien marcados y el talón triangular típico de este tipo de dinosaurios.

## Clasificación
Investigar a este icnofósil nunca fue fácil, en el yacimiento, a parte del rastro de las icnitas del ejemplar grande, había al lado las de uno pequeño que seguía el mismo trayecto y dirección que el rastro grande. En un principio, se pensó que las icnitas del ejemplar pequeño podrían pertenecer a un individuo pequeño del grupo de Coelurosaurios, estos Terópodos de pequeño a gran tamaño que actualmente se cree que podrían ser los antepasados de los parientes de Tyrannosaurus , También se propuso la idea de que podría ser un Ornithomimosauria muy primitivo, incluso más primitivo que el Pelecanimimus. Sin embargo tras estudiar más detalladamente el yacimiento paleontológico, los expertos se dieron cuenta de que ambas icnitas se trataban de la misma especia y a la vez de un pariente cercano de Allosaurus, Epanterias amplexus y de Saurophaganax, por lo que el que produjo estas icnitas se trataba de un miembro de la familia Allosauridae, tomando como base la longitud de la icnita del adulto (sin contar el talón, que corresponde al metatarso y le da forma plantígrada a la misma), pudimos calcular la altura de la cadera del animal en aproximadamente 2,25 metros, lo que corresponde a un dinosaurio de unos 7-9 m de longitud y posiblemente una tonelada de peso. Hay debate sobre a cuál especie aproximadamente podría pertenecer, posiblemente se trate de una madre o un padre y su cría, pertenecientes a una población superviviente de Allosaurus en el Cretácico inferior. Sin embargo en caso de ser un Allosaurus, que es lo que creen que podría ser el que produjo el rastro, hay debate sobre a cuál especie podría pertenecer del género Allosaurus, ya que en la península ibérica se han encontrado restos de dos especies de este dinosaurio. Se podría tratar de algún superviviente que perteneció a la especie Allosaurus europaeus o Allosaurus fragilis. Sin embargo esto no está confirmado, pero es lo más aceptado por los paleontólogos.